# Liste der Monuments historiques in Wattrelos
Die Liste der Monuments historiques in Wattrelos führt die Monuments historiques in der französischen Gemeinde Wattrelos auf.

## Liste der Bauwerke
| Bezeichnung                          | Beschreibung              | Standort                        | Kennzeichnung | Schutzstatus | Datum | Bild           |
| ------------------------------------ | ------------------------- | ------------------------------- | ------------- | ------------ | ----- | -------------- |
| Café-bourloire Le Carin              | Erbaut im 19. Jahrhundert | 52, rue François-Mériaux (Lage) | PA59000123    | Inscrit      | 2006  |                |
| Café-bourloire du Cercle Saint-Paul  | Erbaut 1919               | 22, rue Jean-Jaurès (Lage)      | PA59000122    | Inscrit      | 2006  |                |
| Kirche Ste-Thérèse-de-l’Enfant-Jésus | Erbaut 1927               | Rue de Lisieux (Lage)           | PA59000115    | Inscrit      | 2005  | weitere Bilder |

## Liste der Objekte
- Monuments historiques (Objekte) in Wattrelos in der Base Palissy des französischen Kultusministeriums